# Gran Premio del Brasile 1976
Il Gran Premio del Brasile 1976 è stata la prima prova della stagione 1976 del Campionato mondiale di Formula 1. Si è corsa domenica 25 gennaio 1976 sul Circuito di Interlagos. La gara è stata vinta dall'austriaco Niki Lauda su Ferrari; per il vincitore si trattò dell'ottavo successo nel mondiale. Ha preceduto sul traguardo il francese Patrick Depailler su Tyrrell-Ford Cosworth e il britannico Tom Pryce su Shadow-Ford Cosworth.

## Vigilia

### Aspetti tecnici
La gara vide l'esordio per la casa francese Ligier, motorizzata dalla Matra (che nel 1975 aveva supportato brevemente la Shadow), affidata al francese Jacques Laffite, campione in carica della Formula 2. La Brabham, che presentò il nuovo modello BT45, si affidò ai motori dell'Alfa Romeo. La casa italiana tornava nella massima formula dopo 5 stagioni; la sua ultima apparizione era stata nel GP degli USA 1971, quando aveva motorizzato una March. Fino a quel momento, come motorista, l'Alfa aveva disputato 29 gran premi validi per il mondiale, con 10 vittorie, 13 gpv e 10 pole. Anche la March utilizzò un nuovo modello, la 761, mentre la Williams utilizzò una FW05 che, di fatto, non era che una Hesketh 308C modificata. La vettura venne denominata Wolf-Williams visto che la scuderia britannica era stata in parte acquistata dal canadese Walter Wolf.
Nuovi modelli anche per la Penske (la PC03), la Copersucar (la FD04), mentre la Shadow e la Stanley-BRM presentarono versioni B delle vetture giù utilizzate 
(rispettivamente la Shadow DN5B e la BRM P201B ,qui alla sua prima ed unica partecipazione al Mondiale del 1976 con una sola vettura affidata a Ian Ashley).
Assente la squadra della Surtees.
In questo gran premio ben 5 motori diversi si ritrovarono in griglia (cosa che non capitava dal GP degli USA 1972): oltre ad Alfa e Matra, vennero utilizzati anche motori Ferrari, BRM e il Ford Cosworth DFV, che continuava a essere il propulsore più largamente impiegato.
Venne prolungata di una cinquantina di metri la corsia di uscita dai box, per garantire una maggiore sicurezza ai piloti. Per tale motivo vennero spostate anche le reti di protezione all'uscita delle curve, anche se gli spostamenti di terra provocarono degli avvallamenti leggeri sul tracciato.

### Aspetti sportivi
Saltò il tradizionale esordio in Argentina per cui l'appuntamento di Interlagos inaugurò la stagione, anche se tale cancellazione mise in pericolo anche lo svolgimento della gara brasiliana nella data prevista, per questioni di tipo logistico. Venne ipotizzata la tenuta di un secondo gran premio in Brasile, in sostituzione di quello d'Argentina, da tenersi a Brasilia oppure a Goias; venne anche prospettata la possibilità che la gara non venisse ricompresa nel calendario mondiale. Il 6 gennaio la gara venne confermata definitivamente, così come l'appuntamento in Sudafrica.
Il pilota locale Emerson Fittipaldi  lasciò la McLaren, sostituito da James Hunt. La Fittipaldi-Copersucar schierò anche una seconda vettura, affidata al pilota di casa Ingo Hoffmann, all'esordio nel mondiale. Mario Andretti venne ingaggiato dalla Lotus per sostituire Gunnar Nilsson, ancora sotto opzione per la March. Quest'ultima, oltre a confermare Brambilla e Stuck, riprese Lella Lombardi.
Jacky Ickx e Renzo Zorzi fecero coppia alla Williams, mentre Ian Ashley corse con la BRM. Le altre scuderie confermarono le coppie dei piloti dell'anno precedente

## Qualifiche

### Resoconto
Nella prima giornata di prove il duo della Ferrari Niki Lauda e Clay Regazzoni fu il più veloce, con Lauda unico pilota sotto il muro dei 2'33 e l'elvetico a 2'33"17,  seguito da Emerson Fittipaldi a 2'33"33, e da James Hunt. Ronnie Peterson, della Lotus, fu protagonista di un incidente alla Ferradura, con la vettura che, in testacoda, colpì le barriere. Furono penalizzati da problemi tecnici i due piloti della Brabham-Alfa Romeo, con Pace che scontò problemi di carburazione e Reutemann che ruppe un giunto. Gli avvallamenti della pista furono causa di diversi problemi di assetto per le monoposto.
Al sabato le prove del mattino non sono valide per lo schieramento, ciò per consentire alle vetture un maggior tempo per le prove, vista la cancellazione del Gran Premio d'Argentina. La temperatura si alzò di molto rispetto alle giornate precedenti, che furono caratterizzata da pioggia e clima mite. Jacques Laffite andò a sbattere alla Curva do Sol, perdendo uno pneumatico dalla sua Ligier, che venne sfiorato da Hans-Joachim Stuck.
Il britannico Hunt, su McLaren-Ford Cosworth fece sua la pole, prima della carriera, bruciando Lauda di soli due centesimi. In seconda fila si classificarono Jean-Pierre Jarier e l'altro ferrarista Regazzoni.

### Risultati
Nella sessione di qualifica si è avuta questa situazione:
| Pos | Nº | Pilota             | Costruttore                 | Tempo   | Griglia |
| --- | -- | ------------------ | --------------------------- | ------- | ------- |
| 1   | 11 | James Hunt         | McLaren-Ford Cosworth       | 2'32"50 | 1       |
| 2   | 1  | Niki Lauda         | Ferrari                     | 2'32"52 | 2       |
| 3   | 17 | Jean-Pierre Jarier | Shadow-Ford Cosworth        | 2'32"66 | 3       |
| 4   | 2  | Clay Regazzoni     | Ferrari                     | 2'33"17 | 4       |
| 5   | 30 | Emerson Fittipaldi | Copersucar-Ford Cosworth    | 2'33"33 | 5       |
| 6   | 12 | Jochen Mass        | McLaren-Ford Cosworth       | 2'33"59 | 6       |
| 7   | 9  | Vittorio Brambilla | March-Ford Cosworth         | 2'33"63 | 7       |
| 8   | 28 | John Watson        | Penske-Ford Cosworth        | 2'33"87 | 8       |
| 9   | 4  | Patrick Depailler  | Tyrrell-Ford Cosworth       | 2'34"49 | 9       |
| 10  | 8  | Carlos Pace        | Brabham-Alfa Romeo          | 2'34"54 | 10      |
| 11  | 26 | Jacques Laffite    | Ligier-Matra                | 2'34"67 | 11      |
| 12  | 16 | Tom Pryce          | Shadow-Ford Cosworth        | 2'34"84 | 12      |
| 13  | 3  | Jody Scheckter     | Tyrrell-Ford Cosworth       | 2'35"03 | 13      |
| 14  | 34 | Hans-Joachim Stuck | March-Ford Cosworth         | 2'35"38 | 14      |
| 15  | 7  | Carlos Reutemann   | Brabham-Alfa Romeo          | 2'35"97 | 15      |
| 16  | 6  | Mario Andretti     | Lotus-Ford Cosworth         | 2'36"01 | 16      |
| 17  | 21 | Renzo Zorzi        | Wolf-Williams-Ford Cosworth | 2'37"07 | 17      |
| 18  | 5  | Ronnie Peterson    | Lotus-Ford Cosworth         | 2'37"19 | 18      |
| 19  | 20 | Jacky Ickx         | Wolf-Williams-Ford Cosworth | 2'37"62 | 19      |
| 20  | 31 | Ingo Hoffmann      | Copersucar-Ford Cosworth    | 2'40.35 | 20      |
| 21  | 14 | Ian Ashley         | BRM                         | 2'40"94 | 21      |
| 22  | 10 | Lella Lombardi     | March-Ford Cosworth         | 2'40"95 | 22      |

## Gara

### Resoconto
Alla partenza i due ferraristi scattarono bene installandosi ai primi due posti (1° Clay Regazzoni, 2° Niki Lauda), bruciando James Hunt della McLaren, che scattava dalla pole. Perse diverse posizioni Emerson Fittipaldi, che al termine del primo giro si trovò ottavo, preceduto da Vittorio Brambilla, Jean-Pierre Jarier, Jochen Mass e John Watson. Al secondo giro si ritirò Watson con la vettura in fiamme a causa si una rottura dell'impianto di alimentazione e Ian Ashley con la Stanley-BRM alla sua prima ed unica apparizione nel Campionato Mondiale 1976. Mass invece fu autore di un'uscita di pista, che lo costrinse ai box.
Fittipaldi perse diverse posizioni a causa di un problema al suo propulsore, mentre al quarto giro Jean-Pierre Jarier conquistò la quarta piazza, superando Brambilla, che sconta noie al cambio. Due giri dopo il monzese sarà passato anche da Tom Pryce.
Al nono giro Lauda prese la testa della gara grazie a dei problemi tecnici sulla vettura del ticinese. La gomma anteriore destra si afflosciò a causa di una foratura, tanto che lo svizzero fu costretto a una sosta ai box, che lo fece crollare nelle ultime posizioni della classifica. Dietro a Lauda vi era Hunt, seguito da Jean-Pierre Jarier, Tom Pryce e da Patrick Depailler che nel corso del nono giro aveva passato Brambilla. Al giro 14 Brambilla fu costretto a una fermata al pit-stop, che ne compromise la gara.
Le posizioni di comando rimasero immutate per diversi giri, fino a quando, al giro 27, un problema al motore rallentò Hunt, che venne così passato da Jarier. Il francese fu capace nei giri seguenti di avvicinarsi all'austriaco della Ferrari, mentre Hunt venne via via passato da Pryce e Depailler, fino al ritiro al giro 32, dovuto a una rottura dell'impianto dell'olio.
Il giro seguente Jean-Pierre Jarier uscì alla curva Ferradura, ritirandosi proprio per essere passato sull'olio lasciato da Hunt. Stessa sorte il giro seguente per Pryce, che però poté proseguire la gara, anche se passato da Patrick Depailler.
Vinse così Niki Lauda, per la ottava volta in carriera, davanti a Depailler, Pryce, Stuck, Scheckter e Jochen Mass che fu autore di una gara in piena rimonta. La Ferrari ritornò a vincere il primo gran premio della stagione dopo 20 anni dal gran premio dell'argentina del 1956 con la vittoria condivisa tra fangio e musso.

### Risultati
I risultati del gran premio sono i seguenti:
| Pos | No | Pilota             | Costruttore                 | Giri | Tempo/Ritiro             | Pos.Griglia | Punti |
| --- | -- | ------------------ | --------------------------- | ---- | ------------------------ | ----------- | ----- |
| 1   | 1  | Niki Lauda         | Ferrari                     | 40   | 1:45'16"78               | 2           | 9     |
| 2   | 4  | Patrick Depailler  | Tyrrell-Ford Cosworth       | 40   | + 21"47                  | 9           | 6     |
| 3   | 16 | Tom Pryce          | Shadow-Ford Cosworth        | 40   | + 23"84                  | 12          | 4     |
| 4   | 34 | Hans-Joachim Stuck | March-Ford Cosworth         | 40   | + 1'28"17                | 14          | 3     |
| 5   | 3  | Jody Scheckter     | Tyrrell-Ford Cosworth       | 40   | + 1'56"46                | 13          | 2     |
| 6   | 12 | Jochen Mass        | McLaren-Ford Cosworth       | 40   | + 1'58"27                | 6           | 1     |
| 7   | 2  | Clay Regazzoni     | Ferrari                     | 40   | + 2'15"24                | 4           |       |
| 8   | 20 | Jacky Ickx         | Wolf-Williams-Ford Cosworth | 39   | + 1 Giro                 | 19          |       |
| 9   | 21 | Renzo Zorzi        | Wolf-Williams-Ford Cosworth | 39   | + 1 Giro                 | 17          |       |
| 10  | 8  | Carlos Pace        | Brabham-Alfa Romeo          | 39   | + 1 Giro                 | 10          |       |
| 11  | 31 | Ingo Hoffmann      | Copersucar-Ford Cosworth    | 39   | + 1 Giro                 | 20          |       |
| 12  | 7  | Carlos Reutemann   | Brabham-Alfa Romeo          | 37   | Mancanza di benzina      | 15          |       |
| 13  | 30 | Emerson Fittipaldi | Copersucar-Ford Cosworth    | 37   | + 3 Giri                 | 5           |       |
| 14  | 10 | Lella Lombardi     | March-Ford Cosworth         | 36   | + 4 Giri                 | 22          |       |
| Rit | 17 | Jean-Pierre Jarier | Shadow-Ford Cosworth        | 33   | Incidente                | 3           |       |
| Rit | 11 | James Hunt         | McLaren-Ford Cosworth       | 32   | Perdita d'olio/Testacoda | 1           |       |
| Rit | 9  | Vittorio Brambilla | March-Ford Cosworth         | 15   | Perdita d'olio           | 7           |       |
| Rit | 26 | Jacques Laffite    | Ligier-Matra                | 14   | Trasmissione             | 11          |       |
| Rit | 5  | Ronnie Peterson    | Lotus-Ford Cosworth         | 10   | Incidente                | 18          |       |
| Rit | 6  | Mario Andretti     | Lotus-Ford Cosworth         | 6    | Incidente                | 16          |       |
| Rit | 28 | John Watson        | Penske-Ford Cosworth        | 2    | Alimentazione            | 8           |       |
| Rit | 14 | Ian Ashley         | BRM                         | 2    | Pompa dell'olio          | 21          |       |

## Statistiche
Piloti
- 8ª vittoria per Niki Lauda
- 1° pole position per James Hunt
- 2º e ultimo podio per Tom Pryce
- 1º Gran Premio per Ingo Hoffmannn

Costruttori
- 59° vittoria per la Ferrari
- 2º e ultimo giro più veloce per la Shadow
- 1º Gran Premio per la Ligier e per la Wolf-Williams

Motori
- 59ª vittoria per il motore Ferrari

Giri al comando
- Clay Regazzoni (1-8)
- Niki Lauda (9-40)

## Classifiche

### Piloti
| Pos | Pilota             | Punti |
| --- | ------------------ | ----- |
| 1   | Niki Lauda         | 9     |
| 2   | Patrick Depailler  | 6     |
| 3   | Tom Pryce          | 4     |
| 4   | Hans-Joachim Stuck | 3     |
| 5   | Jody Scheckter     | 2     |
| 6   | Jochen Mass        | 1     |

### Costruttori
| Pos | Costruttore            | Punti |
| --- | ---------------------- | ----- |
| 1   | Ferrari                | 9     |
| 2   | Tyrrell -Ford Cosworth | 6     |
| 3   | Shadow-Ford Cosworth   | 4     |
| 4   | March-Ford Cosworth    | 3     |
| 5   | McLaren-Ford Cosworth  | 1     |